# Карл Стаміц
Карл Філіпп Стаміц (нім. Karl Philipp Stamitz, нім. Carl Philipp Stamitz, чеськ. Karel Stamic, хрещений 8 травня 1745, Мангайм — 9 листопада 1801, Єна) — німецький композитор і скрипаль чеського походження, представник мангеймської школи.
Народився у Мангеймі старшим сином чеського композитора і скрипаля Яна Вацлава Стаміц, який керував оркестром Мангеймського палацу. З 1770 року почав гастрольну діяльність по Європі як виконавець-віртуоз на скрипці альті й віолі д'амур, зокрема, в 1775 році виступав у Санкт-Петербурзі. З 1795 року проживав в Єні, де і помер у бідності.
Карл Стаміц написав велику кількість творів у традиціях «мангеймської школи» та раннього класицизму. Він є автором понад 50 симфоній, 38 концертних симфоній, понад 60 концертів для різних інструментів з оркестром (у тому числі 11 концертів для кларнета з оркестром і концерт для альта з оркестром, що вважаються найвідомішими його творами), дуети, тріо і квартети для різного складу інструментів, в тому числі ряд дуетів для скрипки та альта. Обидві опери Стаміца загублені.